# Теорія змови (фільм)
«Теорія змови» (англ. Conspiracy Theory) — американський політичний трилер-бойовик 1997 року режисера Річарда Доннера. Оригінальний сценарій написав Брайан Гельгеланд. Сюжет зосереджений на ексцентричному таксисті, який вважає, що багато світових подій спричинені урядовими змовами, та адвокатці Міністерства юстиції, що бере участь у його житті.
Головні ролі зіграли Мел Гібсон, Джулія Робертс, Патрік Стюарт. Фільм став касово успішним і отримав змішані відгуки кінокритиків.

## Сюжет
Прихильник теорій змови та параллельно водій таксі в Нью-Йорку Джеррі Флетчер (грає Мел Гібсон) постійно розповідає пасажирам конспірологічні гіпотези. Він також регулярно відвідує адвокатку Департаменту юстиції Еліс Саттон (грає Джулія Робертс), в яку палко закоханий і якій доводить правдивість своїх тверджень. Вона ставиться до нього терпимо і поблажливо, тому що той одного разу врятував її від грабіжників. Попри це жінка не знає, що водій таємно шпигує за нею. Власна робота адвокатки полягає в розгадуванні таємниці вбивства її батька (грає Берт Ремсен).
Бачачи в усьому підозрілу діяльність, Джеррі якось визначає деяких чоловіків, як працівників ЦРУ, слідує за ними в будівлю і потрапляє в полон. Допитувач вводить Джеррі, прив'язаного до інвалідного візка, ЛСД і допитує його за допомогою тортур. Водій відчуває страхітливі галюцинації та спогади, панікує, йому вдається врятуватися, вкусивши незнайомця за ніс і побивши іншого агента ногами. Пізніше, після того, як його знову схопили, Джеррі пристібають наручниками до лікарняного ліжка і присипляють наркотиками. Еліс відвідує Флетчера, останній переконує її змінити його табличку з ім'ям злочинця у сусідньому ліжку, інакше він помре до ранку. Еліс налаштована скептично, проте коли вона повертається наступного дня, злочинець дійсно помирає, нібито від серцевого нападу.
Пізніше лікарню відвідують ЦРУ, ФБР та інші відомства на чолі з психіатром ЦРУ доктором Джонасом (грає Патрік Стюарт), в якого перебинтований ніс. Тим часом Джеррі симулює інфаркт і за допомогою Еліс тікає, пізніше ховається в її машині. Поки Саттон та агент ФБР Лоурі (грає Сілк Козарт) розглядають особисті речі Джеррі, приїжджає ЦРУ і все конфіскує. Жінка відмовляється від пропозиції Лоурі співпрацювати, а згодом виявляє, що Джеррі ховається в автомобілі. Вони залишають лікарню, приходять до квартири Джеррі, яка більше нагадує схованку таємного агента, і Флетчер розповідає Еліс про інформаційний бюлетень, який він поширює.
У той момент, коли Еліс вирішила, що Джеррі — звичайний божевільний, спецназ штурмує будівлю. Джеррі підпалює все, і вони тікають через таємний вихід. У кімнаті внизу на стіні знаходиться велика фреска, на якій зображена Еліс на коні, що дивує адвокатку. Поки горить квартира, Джеррі та Еліс рятуються, коли перший одягає пожежний костюм, щоб уникнути підозр. Вже у квартирі Саттон жінка розуміє, що Джеррі стежив за нею, тому горе-таксиста виганяють із помешкання. Флетчера намагаються спіймати оперативники на чорних вертольотах, проте в театрі таксист тікає знову.
Еліс телефонує кожному, хто входить до списку розсилок Джеррі (таких лише п'ятеро), і розуміє, що всі нещодавно померли, крім однієї людини. Під час втечі з-під контролю спецслужб Флетчер зізнається Еліс в коханні, що він закохався в неї з першого погляду, проте жінка відмовляється від його почуттів. Працівниця Мінюсту США вирішує відвідати останнього чоловіка, хто вижив зі списку Джеррі, ним виявляється доктор Джонас. Останній розповідає їй, що Джеррі промили мізки за допомогою методів MKUltra, його намагалися зробити вбивцею. Він також стверджує, що саме Джеррі вбив її батька. Еліс погоджується допомогти знайти Джеррі. Таксист везе її до приватної конюшні її батька в штаті Коннектикут. Тільки тоді Флетчер згадує, що його справді послали вбити батька Еліс, але він не зміг в останній момент, і замість цього Флетчер і батько Еліс стали друзями. Проте спецслужби вирішили послати іншого кіллера, на смертному одрі батько Еліс попросив Джеррі оберігати його доньку.
Врятувавшись, Еліс змушує агента Лоурі визнати, що він не працює у ФБР, а в іншому секретному агентстві, що «стежить за іншими агентствами». Насправді Джеррі використовували, щоб схопити Джонаса. Саттон звільняє Флетчера з психлікарні. Коли Джонас знайшов їх, приїжджає Лоурі зі своїми колегами і нападає на людей Джонаса. Джеррі намагається втопити Джонаса, в останнього шість разів стріляє Еліс Саттон. Після вбивства Джонаса Еліс каже Джеррі, що вона кохає його, поки лікарі намагаються врятувати йому життя.
Через деякий час засмучена Еліс відвідує могилу Джеррі та залишає шпильку, яку він їй подарував. Вона вирішує повернутися до верхової їзди, яку покинула після вбивства батька. Дивлячись на Еліс із авто Лоурі, Джеррі погоджується бути мертвим і не контактувати з жінкою задля її безпеки, поки не будуть спіймані всі агенти Джонаса. Тріо чоловіків співають «Can't Take My Eyes Off You». Проте в останній момент Еліс знаходить шпильку, яку вона залишила на «могилі» Джеррі, прикріплену до сідла. Саттон розуміє, що Флетчер живий, та посміхається, продовжуючи їхати верхи на коні.

## У ролях
| Актор            | Роль                 |
| ---------------- | -------------------- |
| Мел Гібсон       | Джеррі Флетчер       |
| Джулія Робертс   | Еліс Саттон          |
| Патрік Стюарт    | доктор Джонас        |
| Сілк Козарт      | агент Лоурі          |
| Стів Кен         | Вілсон               |
| Террі Александер | Фліп                 |
| Піті Кох         | командир вогнеборців |
| Дін Вінтерс      | Кліт                 |
| Том Шенлі        | адвокат              |

## Виробництво

### Зйомки
На початку фільму, де Джеррі викладає свої теорії пасажирам таксі, на одній з короткометражок DVD-релізу, режисер Річард Доннер розповідає, що всі ці сцени були повністю зімпровізовані Мелом Гібсоном. Масовка, що грала різних пасажирів не знала, що Гібсон збирався сказати, позаяк Доннер хотів, аби їхні реакції були якомога спонтаннішими і правдивішими.
Фільм знімали в районах Нью-Йорка, а саме у таких місцях як: Таймс-сквер, Юніон-сквер, Ґринвіч-Віллидж, міст Квінсборо, острів Рузвельт тощо.
Лікарем, який пускає Джулію Робертс у зону обмеженого доступу, щоб побачити Мела Гібсона, прикутого кайданками до ліжка, є молодший брат Гібсона Донал Гібсон. Він також приходить на допомогу Гібсону, коли у нього серцевий напад.

### Алюзії
Фільм містить багато посилань на вбивцю Кеннеді Лі Гарві Освальда. У цьому фільмі Джеррі уникає захоплення, тікаючи з книгарні «Барнс і Нобл», і шукає притулку в театрі. Це реальний натяк на Освальда. Він також вибіг після вбивства президента США зі сховища книг і сховався в театрі.
У фільмі кілька разів згадується землетрус, що стався на південному узбережжі, силою 7,3 бала під час візиту Президента. Частково це правда, проте землетрус силою 7,3 бала стався в північно-західній частині Туреччини в 1999 році, і лише після цього відбувся візит Президента.
Коли Джеррі вперше перебуває в лікарні (де він пише на стіні слово Geronimo), на дверях видно номер кімнати: 322. Цей номер добре відомий у конспіративних колах як адреса Товариства Skull & Bones в Єльському університеті, яке, як кажуть, має у своєму розпорядженні череп Джеронімо.